# Over Her Dead Body
Over Her Dead Body (Brasil: Nem Por Cima do Meu Cadáver / Portugal: Com outra?... Nem morta!) é um filme de comédia norte-americano de 2008, escrito e dirigido por Jeff Lowell.

## Enredo
Kate (Eva Longoria Parker) é uma noiva de personalidade forte, que infelizmente morre no dia de seu casamento. No entanto, ao chegar ao limbo, ela não escuta os conselhos de seu anjo da guarda, e volta à Terra sem saber qual é sua missão. Seu noivo Henry (Paul Rudd), que se tornou triste e deprimido desde o fatídico dia, procura pela médium Ashley (Lake Bell) , encorajado por sua irmã Chloe (Lindsay Sloane), para conversar com Kate.
Ela acredita que sua missão é manter o ex-noivo afastado da médium, que consegue ouvir e ver o fantasma.